# Damir Doma
Damir Doma (Virovitica, 26 aprile 1981) è uno stilista croato naturalizzato tedesco.

## Biografia

### Gli inizi
Cresciuto nel sud della Germania, dove la madre gestisce un atelier di moda, terminati gli studi presso la scuola di moda ESMOD (Ecole Supérieure des Arts et techniques de la Mode), inizia a lavorare ad Anversa presso la maison Ann Demeulemeester e più tardi Raf Simons.

### L'etichetta Damir Doma

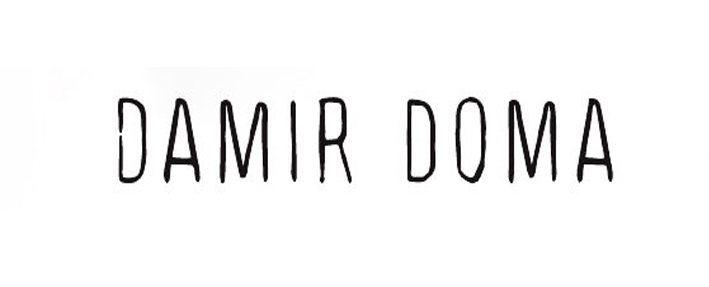
Logo dell'etichetta omonima.

Nel 2006 dopo l'incontro con l'amministratore delegato del gruppo internazionale di moda e design "Paper Rain", Doma si unisce al gruppo e lancia la sua prima linea per uomo durante la Settimana della moda a Parigi in giugno 2007. Lo stile, come scelta di materiali, colori e shilouette, viene spesso associato a stilisti come Rick Owens e Ann Demeulemeester ed il suo stile viene definito come "Intellettuale, poetico e minimalista".
Nel 2009 Doma apre una boutique segreta a Parigi, nel rinomato quartiere del Marais, dove ha sede anche il suo studio.